# Linia kolejowa Nezamyslice – Morkovice
Linia kolejowa Nezamyslice – Morkovice (Linia kolejowa nr 302 (Czechy)) – zlikwidowana jednotorowa, niezelektryfikowana linia kolejowa o znaczeniu regionalnym w Czechach. Łączy Nezamyslice i Morkovice-Slížany. Przebiega przez terytorium Kraju ołomunieckiego i zlińskiego.